# Pomnik Wdzięczności Ameryce
Pomnik Wdzięczności Ameryce – pomnik dłuta Xawerego Dunikowskiego, który znajdował się w latach 1922–1930 na Krakowskim Przedmieściu w Warszawie.

## Historia
Po odsłonięciu 29 października 1922 pomnik został przekazany miastu, a na łamach prasy rozpoczęła się dyskusja na temat jego wartości artystycznej.
Wykonany z piaskowca monument już w 1925 zaczął się rozpadać. Pojawiły się obawy, że pomnik upadnie. W 1930 górna część została usunięta. Pomnik miał być poddany renowacji, ale plany przerwała wojna. Dolna część przetrwała do lat 50., została rozebrana w 1951. 
Na początku XXI wieku pojawiły się inicjatywy odbudowy pomnika.

## Projekt i wymowa
Pomnik był wyrazem podziękowania polskiego rządu i społeczeństwa dla Stanów Zjednoczonych za ich pozytywne stanowisko w sprawie niepodległości Polski w czasie I wojny światowej oraz pomoc gospodarczą udzieloną Polsce po 1918. Stanął na skwerze Hoovera (Herbert Hoover był dyrektorem Amerykańskiej Administracji Pomocy).
Pomnik składał się z dwóch części: górnej (rzeźba dwóch kobiet tulących małe dzieci) i dolnej (fontanna). Rzeźba kobiet wykonana w dwukolorowym piaskowcu symbolizowała Polskę i Amerykę. Miał wysokość ok. 4 m. Na cokole fontanny znajdowały się napisy. Autorem oprawy architektonicznej fontanny był Zdzisław Kalinowski.
Pomnik nie przypadł do gustu mieszkańcom Warszawy - krytykowano jego formę oraz nietrwały materiał, z którego wykonano monument. Powstał nawet frywolny wierszyk: "Z przodu cyce, z tyłu cyce, Polska wdzięczna Ameryce".